# Treća nogometna liga
Treća nogometna liga (3. NL), skraćenog naziva Treća NL, hrvatska je nogometna liga četvrtog stupnja. Treća NL trenutno uključuje 74 momčadi u 5 regionalnih natjecanja:
- 3. NL – Istok: Osječko-baranjska županija, Vukovarsko-srijemska županija, Požeško-slavonska županija, Brodsko-posavska županija

- 3. NL – Jug: Zadarska županija, Šibensko-kninska županija, Splitsko-dalmatinska županija, Dubrovačko-neretvanska županija

- 3. NL – Sjever: Virovitičko-podravska županija, Koprivničko-križevačka županija, Međimurska županija, Varaždinska županija, Bjelovarsko-bilogorska županija

- 3. NL – Centar: Zagreb, Zagrebačka županija, Krapinsko-zagorska županija, Karlovačka županija, Sisačko-moslavačka županija

- 3. NL – Zapad: Istarska županija, Primorsko-goranska županija, Ličko-senjska županija

Centar je najveća liga s 18 momčadi, Istok i Jug imaju 16, Zapad 14, a Sjever 10. Na kraju sezone prvaci svake lige ulaze u doigravanje za 2. NL.